# Christopher Schindler
Christopher Wolfgang Georg August Schindler (München, 29 april 1990) is een Duits voormalig voetballer die doorgaans speelde als centrale verdediger. Tussen 2010 en 2024 was hij actief voor 1860 München, Huddersfield Town en 1. FC Nürnberg.

## Clubcarrière
Schindler speelde in de jeugd van 1860 München. Zijn debuut in het eerste elftal van die club maakte de verdediger op 3 oktober 2010, toen door een doelpunt van Benjamin Lauth met 1–0 gewonnen werd van Union Berlin. Schindler begon als reservespeler aan de wedstrijd, maar elf minuten voor het einde van het duel kwam hij als invaller voor Aleksandar Ignjovski het veld binnen. Zijn eerste treffer volgde op 13 maart 2011, toen gespeeld werd op bezoek bij Arminia Bielefeld. Na dertien minuten spelen zette Schindler 1860 München op voorsprong. Uiteindelijk scoorden ook Stefan Aigner en Kevin Volland waardoor de Zuid-Duitsers met 0–3 zouden zegevieren. Aan het begin van het seizoen 2014/15 verkoos coach Ricardo Moniz de verdediger als nieuwe aanvoerder nadat de band was afgenomen van Julian Weigl, die om disciplinaire redenen werd teruggezet naar het tweede elftal.
In de zomer van 2016 maakte Schindler de overstap naar Huddersfield Town, waar hij zijn handtekening zette onder een verbintenis voor de duur van drie seizoenen. Huddersfield betaalde ruim twee miljoen euro voor zijn diensten, een recordbedrag voor de club. Het gehele seizoen was de Duitser een basisspeler in het Championship. Aan het einde van het seizoen werd promotie naar de Premier League bereikt. In de finale van de play-offs werd na strafschoppen gewonnen van Reading. Schindler schoot de beslissende strafschop achter doelman Ali Al-Habsi. Na de promotie verlengde hij zijn verbintenis met een jaar tot medio 2020. Aan het einde van het seizoen 2017/18 werd er nog een jaar toegevoegd aan zijn contract, met een optie op een seizoen extra.
Deze optie werd niet gelicht en in de zomer van 2021 kon Schindler transfervrij terugkeren naar Duitsland, waar hij voor twee jaar bij 1. FC Nürnberg tekende. In oktober 2022 werd zijn verbintenis opengebroken en met een jaar verlengd. Tijdens het seizoen 2023/24 kwam Schindler door blessureleed niet in actie, waarna hij Nürnberg transfervrij verliet. Hierop besloot hij op vierendertigjarige leeftijd een punt achter zijn actieve loopbaan te zetten.

## Clubstatistieken
| Seizoen | Club              | Competitie     | Competitie | Competitie | Beker | Beker | Internationaal | Internationaal | Totaal | Totaal |
| Seizoen | Club              | Competitie     | Wed.       | Dlp.       | Wed.  | Dlp.  | Wed.           | Dlp.           | Wed.   | Dlp.   |
| ------- | ----------------- | -------------- | ---------- | ---------- | ----- | ----- | -------------- | -------------- | ------ | ------ |
| 2011/12 | 1860 München      | 2. Bundesliga  | 16         | 1          | 0     | 0     | —              | —              | 16     | 1      |
| 2011/12 | 1860 München      | 2. Bundesliga  | 30         | 1          | 2     | 0     | —              | —              | 32     | 1      |
| 2012/13 | 1860 München      | 2. Bundesliga  | 18         | 0          | 3     | 0     | —              | —              | 21     | 0      |
| 2013/14 | 1860 München      | 2. Bundesliga  | 26         | 0          | 2     | 0     | —              | —              | 28     | 0      |
| 2014/15 | 1860 München      | 2. Bundesliga  | 31         | 1          | 2     | 0     | —              | —              | 33     | 1      |
| 2015/16 | 1860 München      | 2. Bundesliga  | 33         | 1          | 3     | 0     | —              | —              | 36     | 1      |
| 2016/17 | Huddersfield Town | Championship   | 47         | 2          | 1     | 0     | —              | —              | 48     | 2      |
| 2017/18 | Huddersfield Town | Premier League | 37         | 0          | 2     | 0     | —              | —              | 39     | 0      |
| 2018/19 | Huddersfield Town | Premier League | 37         | 1          | 1     | 0     | —              | —              | 38     | 1      |
| 2019/20 | Huddersfield Town | Championship   | 45         | 2          | 1     | 0     | —              | —              | 46     | 2      |
| 2020/21 | Huddersfield Town | Championship   | 12         | 0          | 1     | 0     | —              | —              | 13     | 0      |
| 2021/22 | 1. FC Nürnberg    | 2. Bundesliga  | 30         | 1          | 2     | 0     | —              | —              | 32     | 1      |
| 2022/23 | 1. FC Nürnberg    | 2. Bundesliga  | 26         | 0          | 4     | 0     | —              | —              | 30     | 0      |
| 2023/24 | 1. FC Nürnberg    | 2. Bundesliga  | 0          | 0          | 0     | 0     | —              | —              | 0      | 0      |
| Totaal  | Totaal            | Totaal         | 386        | 10         | 26    | 0     | 0              | 0              | 412    | 10     |